# جنگ استقلال ایرلند
جنگ استقلال ایرلند (ایرلندی: Cogadh na Saoirse) یا جنگ انگلستان و ایرلند جنگی چریکی در ایرلند از ۱۹۱۹ تا ۱۹۲۱ (میلادی) بود میان ارتش جمهوری‌خواه ایرلند و بریتانیا، همراه با شبه‌نظامیان ژاندارمری سلطنتی ایرلند (RIC) و نیروهای کمکی و پلیس ویژه اولستر (USC). این تنش‌ها ورود دوره انقلابی ایرلند به جنگ بود.
در آوریل سال ۱۹۱۶، جمهوری‌خواهان ایرلند قیام عید پاک را علیه حکومت بریتانیا شروع کردند و جمهوری ایرلند را اعلام کردند. در انتخابات دسامبر ۱۹۱۸، حزب جمهوری‌خواه شین فین در ایرلند پیروز شد. در ۲۱ ژانویه ۱۹۱۹ آنان دولتی جدا شده تشکیل دادند و استقلال ایرلند را اعلام کردند. در ماه سپتامبر، دولت بریتانیا شین فین را مجازات کرد و این درگیری شدیدتر شد. ارتش جمهوری‌خواه ایرلند شروع به کمین کردن ارتش بریتانیا کرد و به سربازخانه‌های آنان حمله کرد.

## زمینه‌ها

### بحران قوانین محلی
از دههٔ ۱۸۷۰ میلادی، ملی‌گرایان ایرلند در حزب پارلمانی ایرلند (IPP) خواستار حاکمیت محلی یا حکومتی خودمختار از بریتانیا بودند. گرچه برخی افراد همچون آرتور گریفیث از حزب شین فین از همان دوره خواهان استقلال کامل ایرلند بودند، اما این طرز فکر در اقلیت بود.
دولت بریتانیا سرانجام در سال ۱۹۱۲ با ایجاد قوانین محلی در ایرلند موافقت نمود، ولی این اقدام بلافاصله با مخالفت و مقاومت گروهی از مردم ایرلند مواجه شد که خواهان پیروی کامل از پادشاهی متحد بریتانیای کبیر و ایرلند بودند و با نام وحدت‌گرایان اولستر شناخته می‌شدند. این گروه از ایرلندی‌ها سازمانی مسلح به نام وفاداران اولستر (UVF) تشکیل دادند تا در برابر قدرت‌سپاری بریتانیا مقاومت کنند. در واکنش به این اقدامات، طرفداران خودمختاری هم سازمان داوطلبان ایرلندی را تأسیس کردند.
در سپتامبر ۱۹۱۴ قوانینی توسط بریتانیایی‌ها تصویب شد که با موافقت اعضای حزب اتحادگرای اولستر به مردم ایرلند اختیار قانون‌گذاری می‌داد ولی با آغاز جنگ جهانی اول اجرای آن به حالت تعلیق درآمد. اکثر رهبران ایرلندی‌های ملی‌گرا از ارتش بریتانیا و متفقین حمایت کرده و مردم ایرلند را تشویق به حضور در جبهه‌ها و هنگ ایرلندی‌های ارتش کردند. با این حال اقلیت قابل توجهی از ایرلندی‌ها با دخالت سرزمین‌شان در جنگ جهانی مخالف بودند و عده‌ای از آنان با تأسیس اخوان جمهوری‌خواه ایرلند شورش علیه سلطهٔ بریتانیا را تدارک می‌دیدند.

### قیام عید پاک
قیام عید پاک در سال ۱۹۱۶ محقق شد؛ در این شورش علیه حاکمیت بریتانیا بر جزیره ایرلند، اعلامیهٔ استقلال جمهوری ایرلند منتشر شد. بیش از چهارصد تن در این شورش جان خود را از دست دادند و قیام منحصراً در شهر دوبلین روی داد و ظرف یک هفته سرکوب شد، اما برخورد نیروهای نظامی بریتانیایی با رهبران و حامیان این قیام و اعدام‌ها و دستگیری‌های گسترده مخالفان، واکنش مردم و جذبشان به سوی حزب تجزیه‌طلب شین فین را در پی داشت.

### اولین دایل

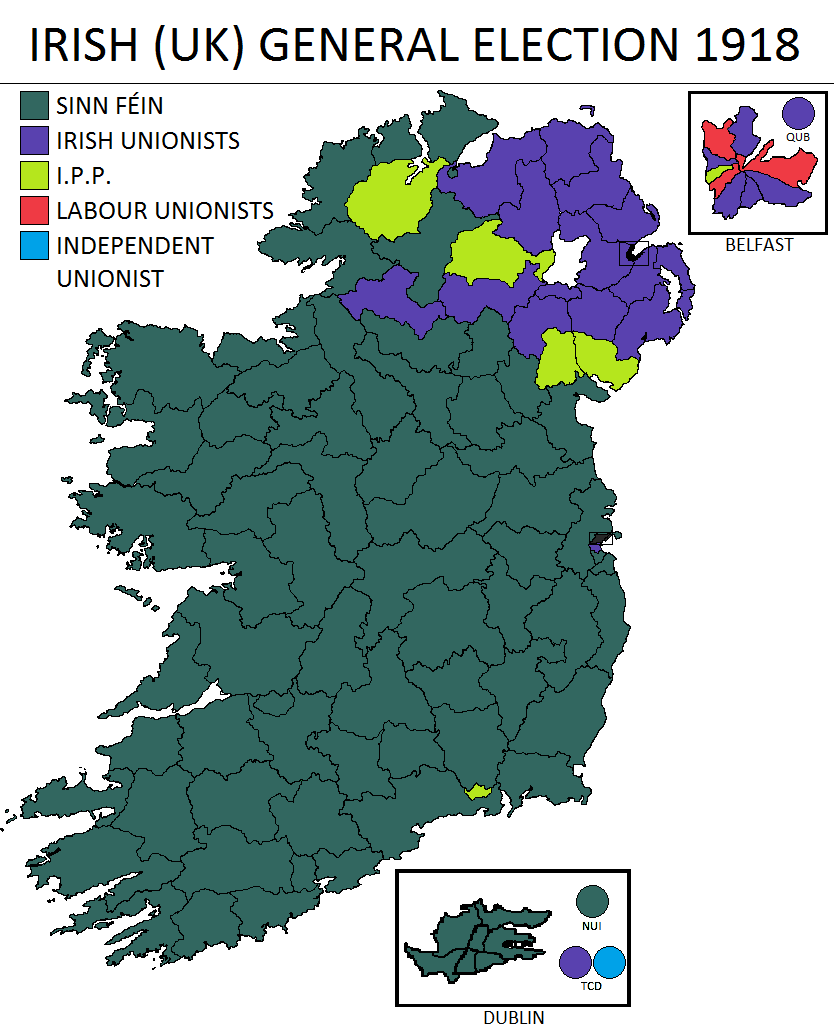
نتایج انتخابات عمومی بریتانیا در سال ۱۹۱۸ در ایرلند.

در آوریل سال ۱۹۱۸ دولت وقت بریتانیا سعی کرد در مواجهه با تنگنای جنگ جهانی و حملهٔ بهار آلمانی‌ها، سیاستی دوگانه اتخاذ کند و با پیوند مسئلهٔ خدمت وظیفه عمومی به قوانین محلی، سربازگیری را افزایش دهد. این سیاست باعث خشم ایرلندی‌ها شده و به روی آوردن آنان به ملی‌گرایی و بحران سربازگیری در این منطقه، منجر شد.مردم ایرلند در انتخابات عمومی سال ۱۹۱۸ به این مسئله با دادن رأی به حزب شین فین واکنش داده و ۷۰٪ (۷۳ کرسی از ۱۰۵) آراء ایرلند به این حزب رسید. شین فین ۹۱٪ کرسی‌های ایرلندی خارج از اولستر را به دست آورد ولی در این منطقه از جزیره ایرلند در اقلیت بود. این حزب پس از موفقیت در انتخابات وعده داد در مجلس بریتانیا در وست‌مینستر حاضر نشود و در عوض مجلسی ملی برای ایرلند تشکیل دهد. مجلسی با نام اولین دایل در تاریخ ۲۱ ژانویه ۱۹۱۹ تشکیل شد که اعلامیه استقلال جمهوری ایرلند را مشروع دانست و به آن تأکید کرد.این مجلس پیامی را به ملل آزاد جهان صادر کرد و در آن به وضعیت جنگی میان ایرلند و انگلستان اشاره نمود و داوطلبان را در قالب ارتش جمهوری‌خواه ایرلند (IRA) سازمان‌دهی نمود.

## پیمان

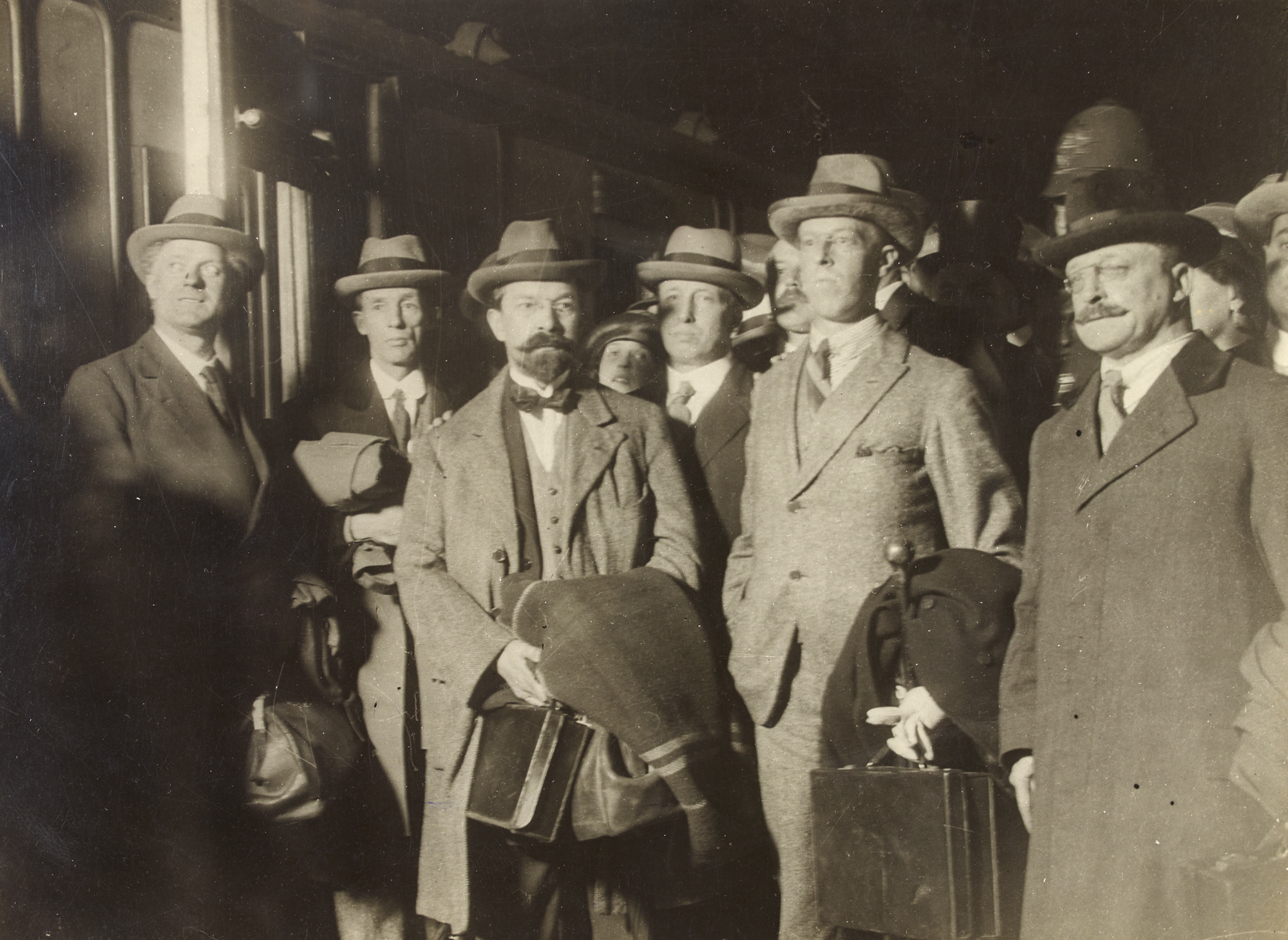
اعضای کمیته مذاکره‌کنندگان ایرلند در دسامبر ۱۹۲۱

سرانجام برای پایان جنگ، مذاکرات میان انگلیس و ایرلند (۶ دسامبر ۱۹۲۱) منجر به انعقاد پیمان شد، که پس از آن در سه مرحله به تصویب رسید: ابتدا توسط دایل در ۷ ژانویه ۱۹۲۲؛ سپس توسط مجلس عوام ایرلند جنوبی در ژانویه ۱۹۲۲؛ و سپس توسط هر دو مجلس پارلمانی بریتانیا.
این پیمان به ایرلند شمالی، که توسط قانون دولت ایرلند ۱۹۲۰ ایجاد شده بود، اجازه می‌داد در صورت تمایل از کشور بریتانیا خارج شود و این بند طبق مقررات ۸ دسامبر ۱۹۲۲ گنجانده شد. همچنین طبق توافق، برای تصمیم‌گیری در مورد موقعیت دقیق مرزهای ایالت آزاد و ایرلند شمالی، کمیسیون مرزی ایرلند ایجاد شد.
در اولین سال استقلال ایرلند از بریتانیا، دو دولت موازی وجود داشت که یکی توسط مجلس دایل و دیگری توسط پارلمان ایرلند جنوبی به وجود آمده بودند.
با انعقاد پیمان میان دولت ایرلند و انگلستان، در میان جمهوری‌خواهان ایرلندی اختلاف نظر به وجود آمد و تعدادی از آن‌ها دولت را متهم به خیانت به آرمان‌های جمهوری ایرلند کرده و خواهان ادامه جنگ و الحاق ایرلند شمالی بودند. این اختلاف نظر به درگیری میان حامیان و مخالفان پیمان منجر شد و مخالفان سعی در انحلال جمهوری ایرلند داشتند.جنگ داخلی ایرلند تا اواسط سال ۱۹۲۳ ادامه داشت و با شکست مخالفان پیمان، پایان پذیرفت.